# Friedrich Hartmann Graf

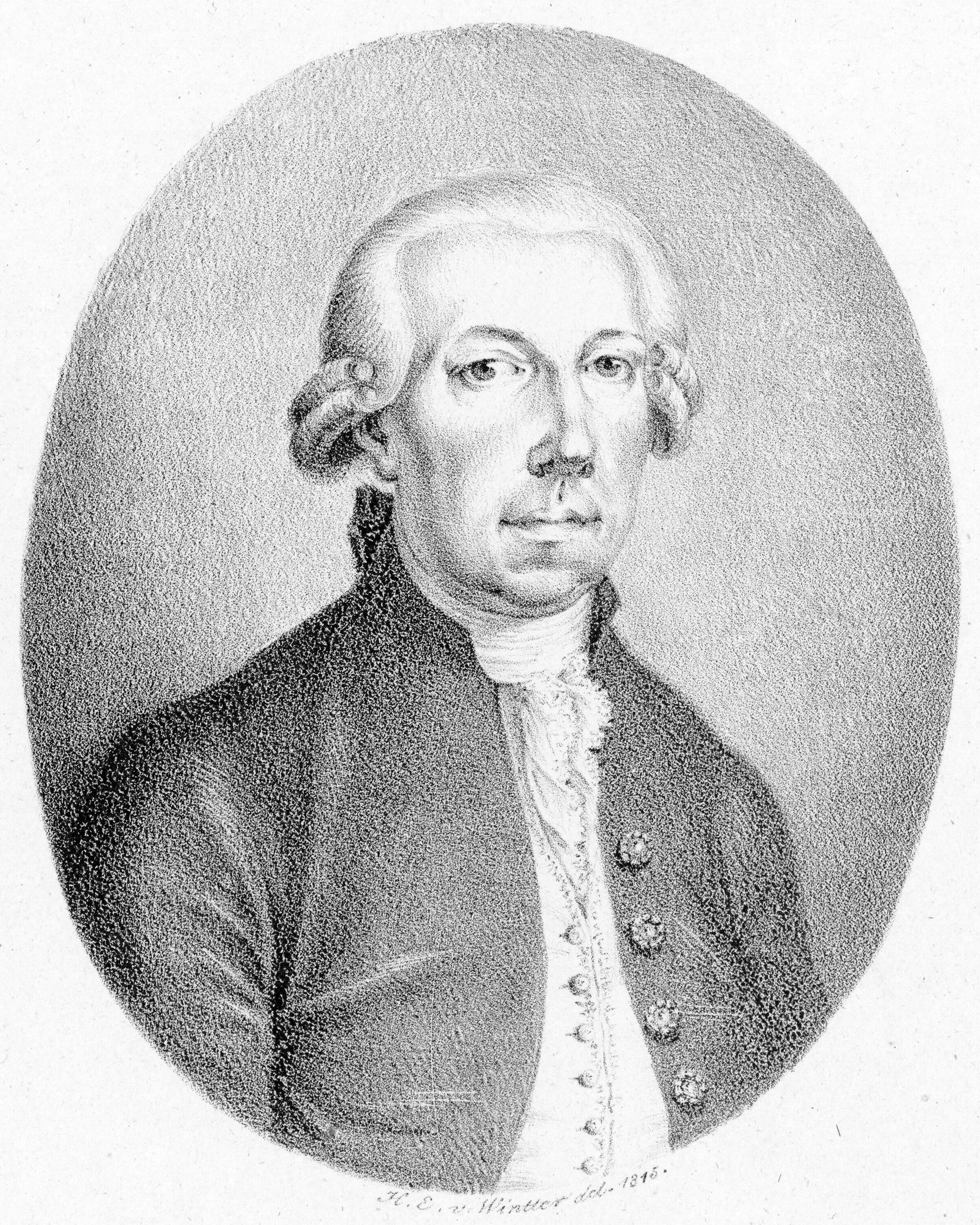
Friedrich Hartmann Graf

Friedrich Hartmann Graf (* 23. August 1727 in Rudolstadt; † 19. August 1795 in Augsburg) war ein deutscher Komponist und Flötist.

## Leben
Graf erhielt eine Ausbildung bei seinem Vater Johann Graf und diente dann als Heerpauker in einem holländischen Regiment, wo er in französische Kriegsgefangenschaft geriet. Nach seiner Rückkehr war er von 1759 bis 1764 Flötist und Dirigent in Hamburg. Er unternahm Konzertreisen durch England, Holland, Italien, die Schweiz und Deutschland und wurde Hofmusikus des Grafen Carl zu Bentheim in Steinfurt. Danach war er von 1768 bis 1772 erster Flötist in der von seinem Bruder Christian Ernst Graf geleiteten königlichen Kapelle in Den Haag. Darauf wurde er Musikdirektor aller evangelischen Kirchen und Kantor der Schule St. Anna in Augsburg, wo er 1779 eine bürgerliche Konzertgesellschaft gründete. Hier lernte er auch Mozart kennen, der seine Werke nicht besonders schätzte und ihn als „mageren Komponist von Flötenkonzerten“ bezeichnete. Um 1785 war er Dirigent der Professional Concerts in London. Die Universität von Oxford ernannte ihn zum Doktor der Musik.
Von Graf sind Quartette und Quintette für Streicher und Blasinstrumente, Trios und Duos für Violine und Viola, Flötenkonzerte und ein Cellokonzert überliefert; er schrieb außerdem geistliche Musik.